# Estadio Gerland
El Stade Gerland es un estadio de fútbol ubicado en la ciudad de Lyon, en Francia. Allí disputó sus partidos de local el club Olympique Lyonnais hasta diciembre del 2015, desde entonces juega en el Parc Olympique Lyonnais. El estadio ahora es utilizado por el LOU Rugby.

## Historia

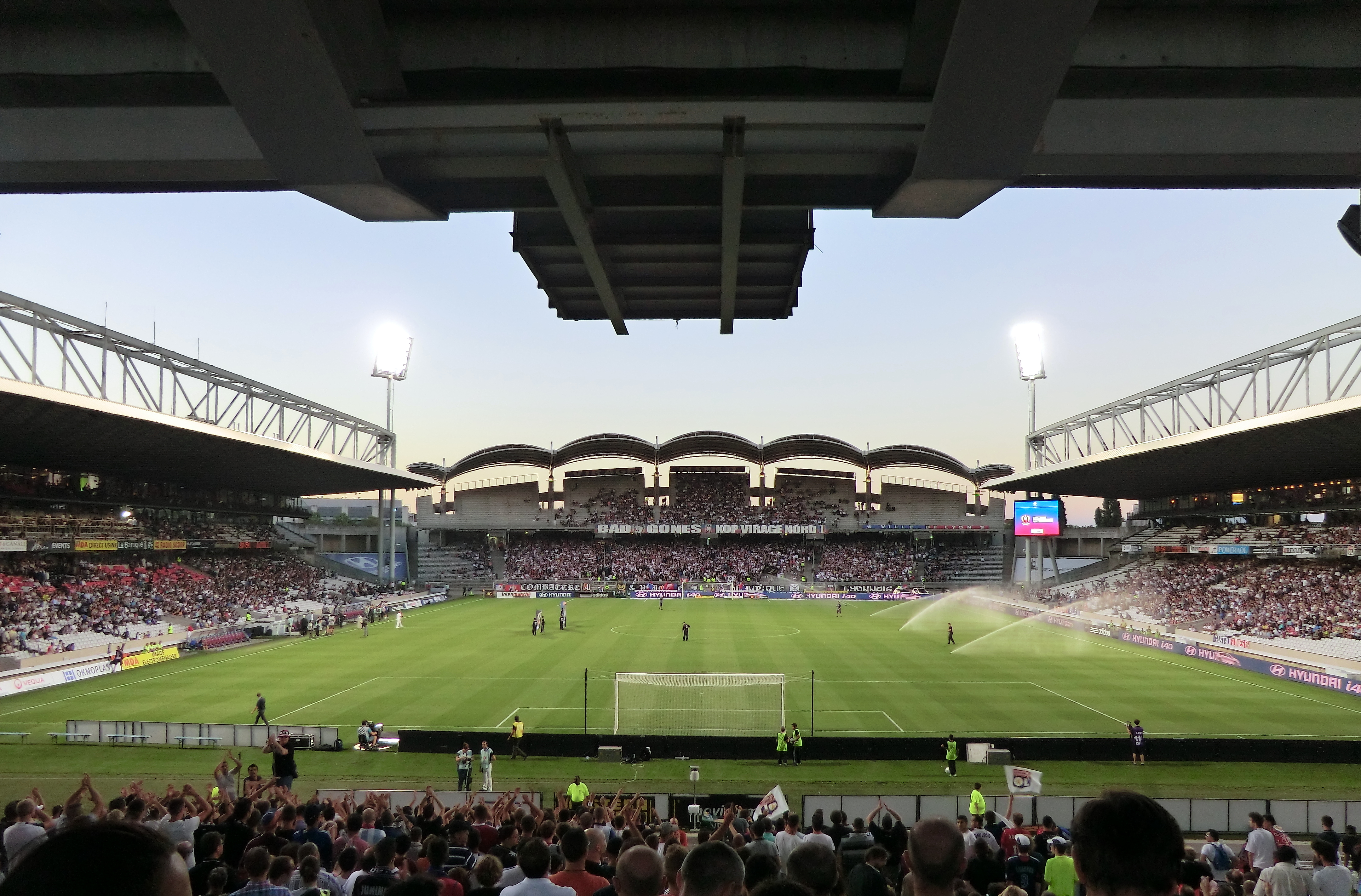
Stade de Gerland.

El estadio, diseñado por Tony Garnier, se comenzó a construir en el año 1913, pero se tuvo que detener debido al comienzo de la Primera Guerra Mundial. Se retomaron las construcciones en el año 1919, con la ayuda de varios prisioneros de guerra alemanes. Para 1920 el estadio ya estaba en funcionamiento.
Originalmente el estadio no tenía áreas para asientos y ha tenido varias remodelaciones con el correr del tiempo. La pista de ciclismo que originalmente rodeaba la cancha de fútbol, tuvo que ser eliminada en 1960 para poder ampliar el número de asientos a 50 000. En 1998, en ocasión de la Copa Mundial de Fútbol de 1998, la FIFA ordenó que todos los estadios del mundial tendrían que ser capaces de albergar a todos sus espectadores sentados. Para poder cumplir con los mandamientos de la FIFA, el estadio tuvo que ser nuevamente remodelado. La pista de atletismo, que había quedado luego de la pista de ciclismo, tuvo que ser eliminada, se remodelaron por completo las tribunas Norte y Sur, para finalmente, albergar 41 842 espectadores.
En 1950 el estadio pasó a ser la casa del Olympique Lyonnais.
En 1967 el estadio fue clasificado como monumento histórico, sobre todo sus arcos de entrada.
El récord de asistencia en liga fue de 48 552 en 1982, en el clásico entre el Olympique Lyonnais y el AS Saint-Étienne.
Durante la semifinal de la Copa Confederaciones 2003 jugado en este estadio, en el partido Camerún 1 (Pius Ndiefi) - Colombia 0, el mediocampista camerunés Marc-Vivien Foé tuvo un paro cardíaco en mitad del juego, falleciendo horas después en un hospital de Lyon

## Eventos disputados

### Eurocopa 1984
- El estadio albergó dos partidos de la Eurocopa 1984.
| Fecha               | Selección #1 | Resultado        | Selección #2 | Ronda                 | Espectadores |
| ------------------- | ------------ | ---------------- | ------------ | --------------------- | ------------ |
| 16 de junio de 1984 | Dinamarca    | 5 - 0            | Yugoslavia   | Primera fase, Grupo A | 34 736       |
| 24 de junio de 1984 | España       | 1 - 1 (5–4 pen.) | Dinamarca    | Semifinal             | 47 843       |

### Copa Mundial de Fútbol de 1998
- El estadio albergó seis partidos de la Copa Mundial de Fútbol de 1998.
| Fecha               | Selección #1   | Resultado | Selección #2 | Ronda                 | Espectadores |
| ------------------- | -------------- | --------- | ------------ | --------------------- | ------------ |
| 13 de junio de 1998 | Corea del Sur  | 1 - 3     | México       | Primera fase, Grupo E | 39 100       |
| 15 de junio de 1998 | Rumania        | 1 - 0     | Colombia     | Primera fase, Grupo G | 39 100       |
| 21 de junio de 1998 | Estados Unidos | 1 - 2     | Irán         | Primera fase, Grupo F | 39 100       |
| 24 de junio de 1998 | Francia        | 2 - 1     | Dinamarca    | Primera fase, Grupo C | 39 100       |
| 26 de junio de 1998 | Japón          | 1 - 2     | Jamaica      | Primera fase, Grupo H | 39 100       |
| 4 de julio de 1998  | Alemania       | 0 - 3     | Croacia      | Cuartos de final      | 39 100       |

### Copa FIFA Confederaciones 2003
- El estadio albergó cinco partidos de la Copa FIFA Confederaciones 2003.
| Fecha               | Selección #1   | Resultado | Selección #2   | Ronda                 | Espectadores |
| ------------------- | -------------- | --------- | -------------- | --------------------- | ------------ |
| 18 de junio de 2003 | Francia        | 1 - 0     | Colombia       | Primera fase, Grupo A | 38 541       |
| 20 de junio de 2003 | Colombia       | 3 - 1     | Nueva Zelanda  | Primera fase, Grupo A | 22 811       |
| 21 de junio de 2003 | Brasil         | 1 - 0     | Estados Unidos | Primera fase, Grupo B | 20 306       |
| 23 de junio de 2003 | Estados Unidos | 0 - 0     | Camerún        | Primera fase, Grupo B | 19 206       |
| 26 de junio de 2003 | Camerún        | 1 - 0     | Colombia       | Semifinal             | 12 352       |

### Mundial de Rugby 2007
- En el estadio se disputaron tres encuentros de la Copa Mundial de Rugby de 2007.
| Fecha                    | Selección #1  | Resultado | Selección #2 | Ronda                 | Espectadores |
| ------------------------ | ------------- | --------- | ------------ | --------------------- | ------------ |
| 8 de septiembre de 2007  | Australia     | 91 - 3    | Japón        | Primera fase, Grupo B | 40 043       |
| 11 de septiembre de 2007 | Argentina     | 33 - 3    | Georgia      | Primera fase, Grupo D | 40 240       |
| 15 de septiembre de 2007 | Nueva Zelanda | 108 - 13  | Portugal     | Primera fase, Grupo C | 41 000       |